# Bembidion contractum
Bembidion contractum är en skalbaggsart som beskrevs av Thomas Say 1823. Bembidion contractum ingår i släktet Bembidion och familjen jordlöpare. Inga underarter finns listade i Catalogue of Life.